# Robert-Schumann-Haus
Het Robert-Schumann-Haus is een museum en onderzoeks- en ontmoetingscentrum in Zwickau in de Duitse deelstaat Saksen. Het museum werd op 8 juni 1910 opgericht op de 100e geboortedag van de componist Robert Schumann. Het museum is naast aan Robert ook aan zijn vrouw Clara en vader August gewijd.
Het huis staat op een hoek van de Hauptmarkt en herbergt een omvangrijke verzameling voorwerpen, waaronder vierduizend originele handgeschreven documenten. Verspreid over acht kamers zijn er muziekinstrumenten, foto's en andere memorabilia te zien, waaronder de vleugel waarop Clara in 1828 haar debuut maakte in het Gewandhaus in Leipzig. De geboortekamer van Robert is teruggebracht naar de oorspronkelijke staat met originele meubels die uit de erfenis van Robert en Clara Schumann zijn voortgekomen. In de foyer worden tijdelijke exposities gehouden.
Roberts vader, August Schumann, die zijn succes ontleende aan zijn uitvinding van het zakboek, baatte in dit huis een boekhandel en uitgeverij uit. Ook de stukken die afkomstig zijn uit zijn uitgeverij zijn in het museum ondergebracht. Het informatiemateriaal in het museum wordt in zes talen aangeboden (Engels, Duits, Frans, Italiaans, Japans en Russisch). Verder is er nog een muziekzaal met 140 plaatsen waar naar muziek, symposia en voordrachten geluisterd kan worden. 

## Impressie

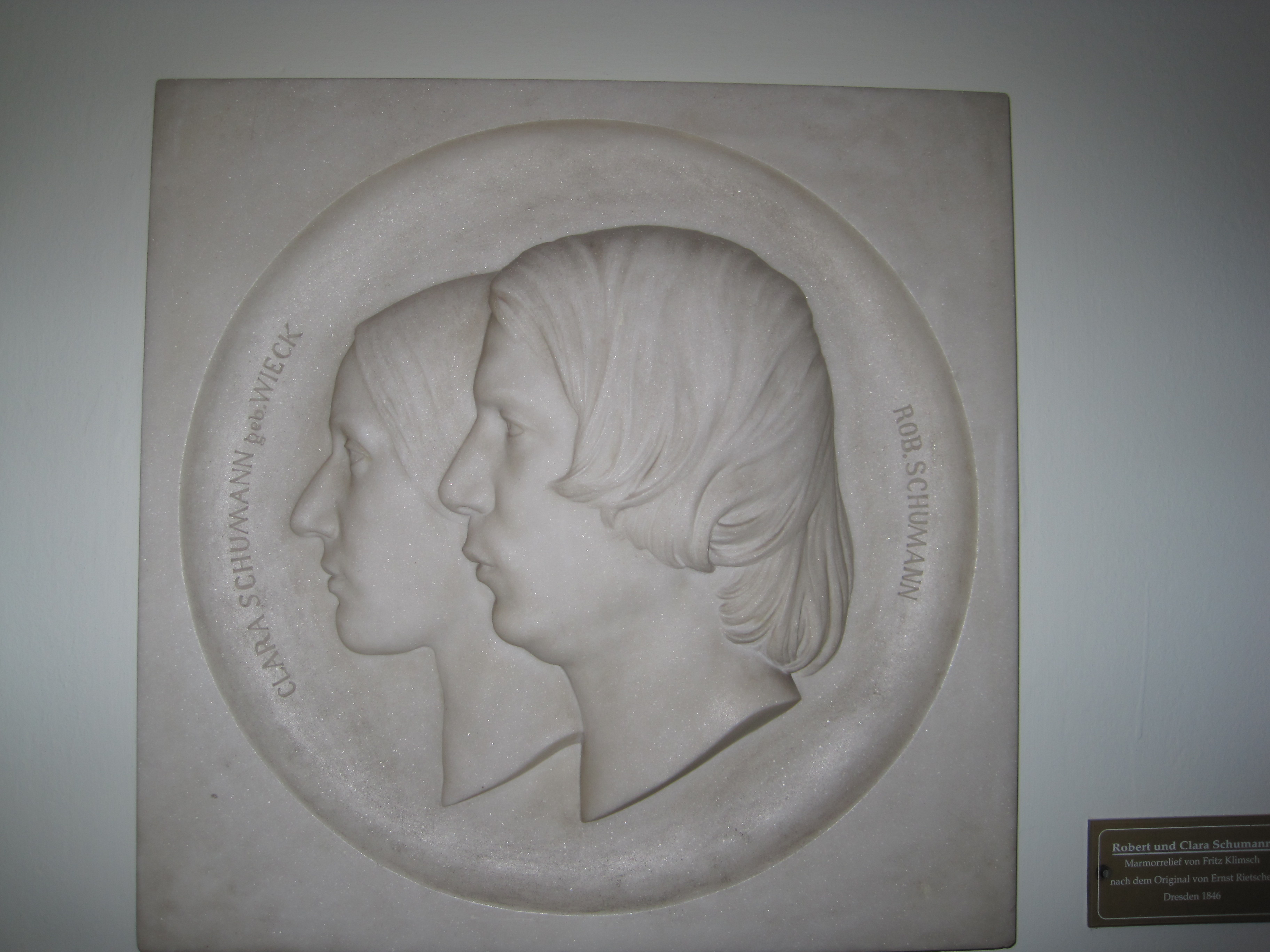
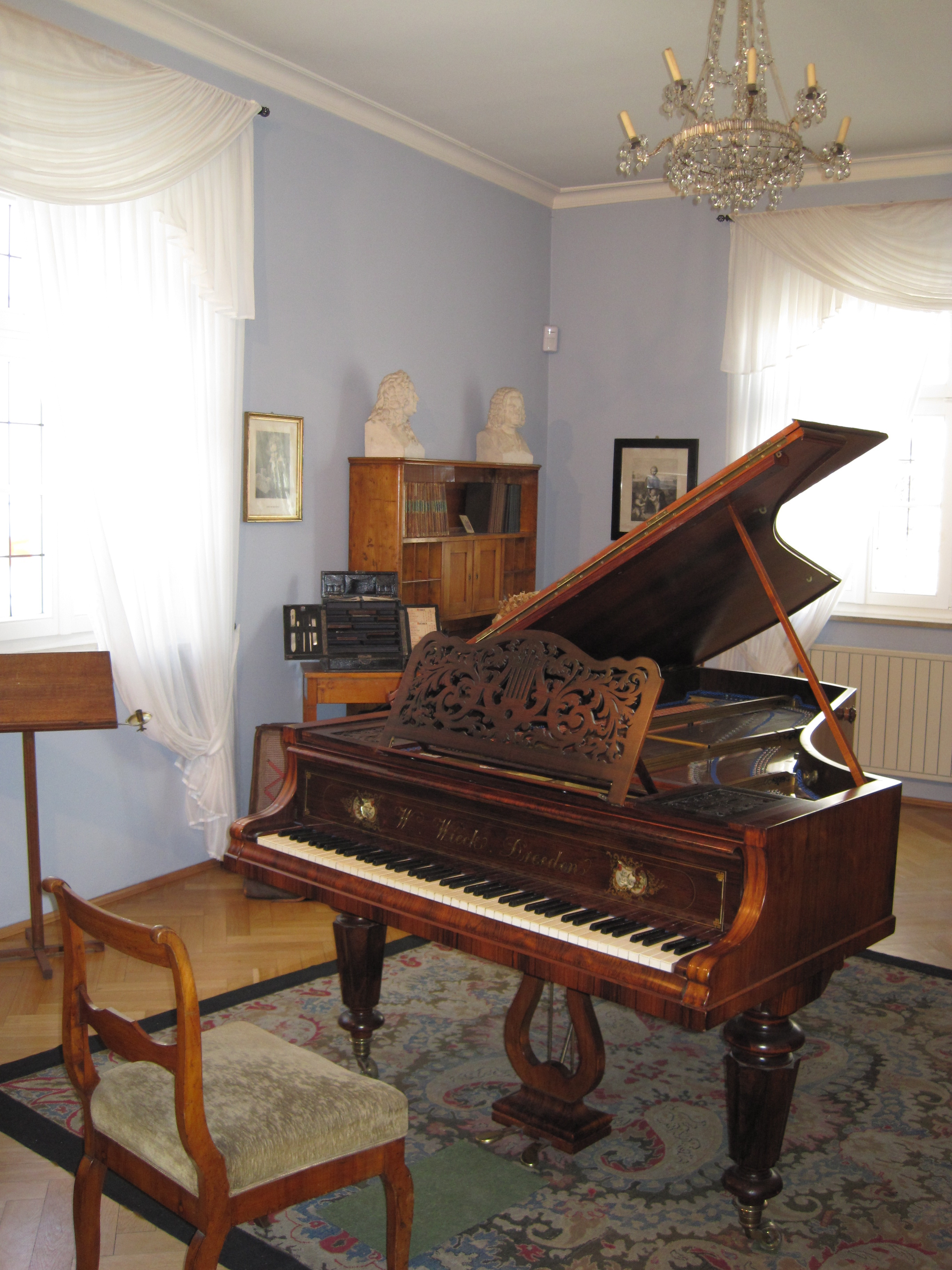
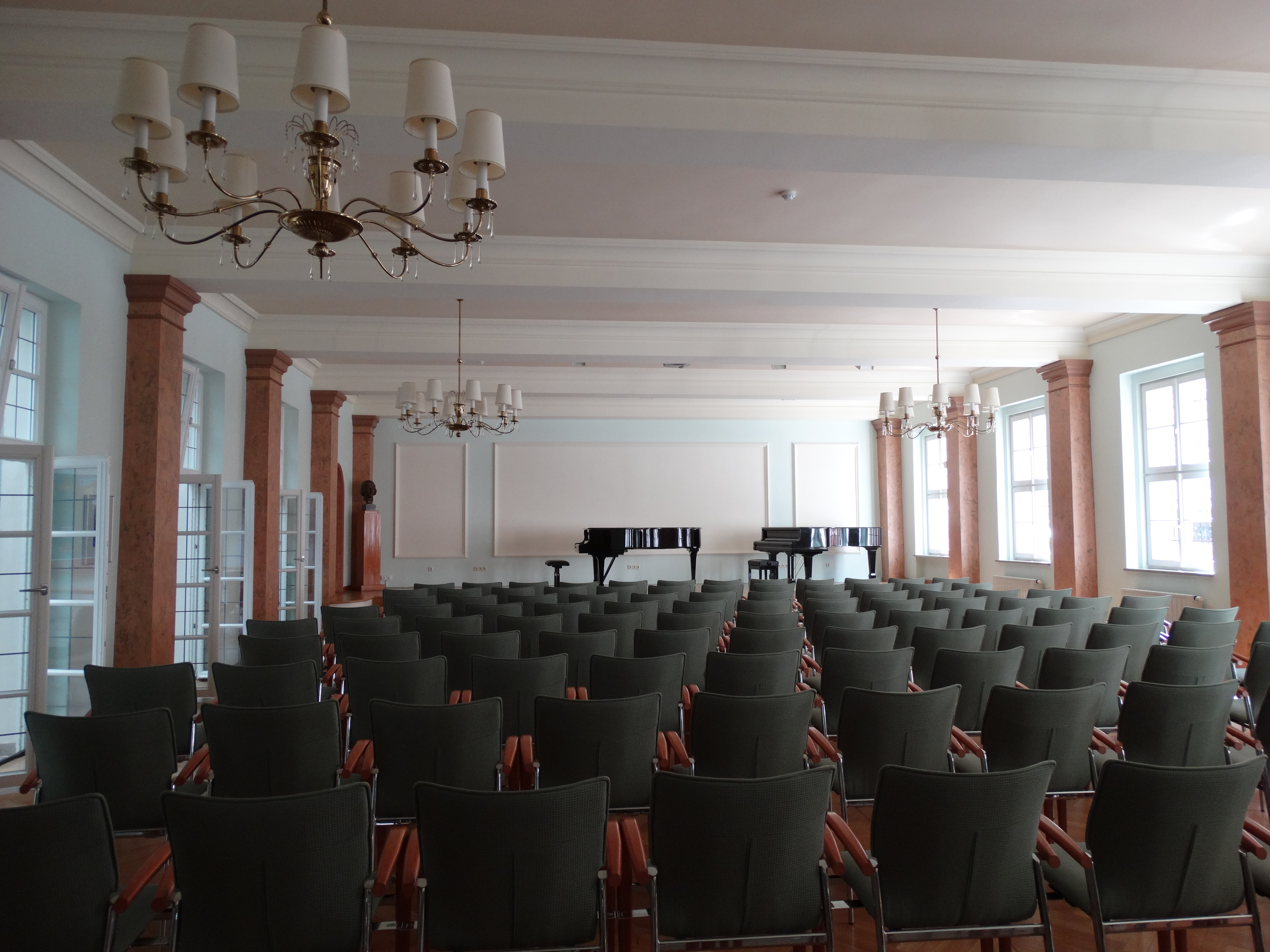